# صيف مع العدو
صيف مع العدو رواية للروائية السورية شهلا العجيلي. صدرت الرواية لأوّل مرة في العام 2018 عن منشورات ضفاف في بيروت. ودخلت في القائمة النهائية «القصيرة» للجائزة العالمية للرواية العربية لعام 2019، المعروفة باسم «جائزة بوكر العربية».

## حول الرواية
تروي الكاتبة السورية «شهلا العجيلي» في هذه الرواية حكاية «لميس» التي تصل إلى مدينة كولونيا الألمانية، للقاء نيكولاس أستاذ في جامعة ميونخ، والذي سيستقبلها ويؤمّن لها دراستها في ألمانيا، بعد هروبها من الحرب الأهلية السورية. نسمع بصوت لميس الثلاثينية، حكاية أجيال ثلاثة من النساء، يُروى من خلالها تاريخ المنطقة العربية وما حولها في مئة عام.